# Sovata
Sovata (pronunciació en romanès: [soˈvata] ; en hongarès: Szováta; pronunciació hongaresa: [ˈsovaːtɒ]) és una ciutat del comtat de Mureș, Transsilvània (Romania).

## Història

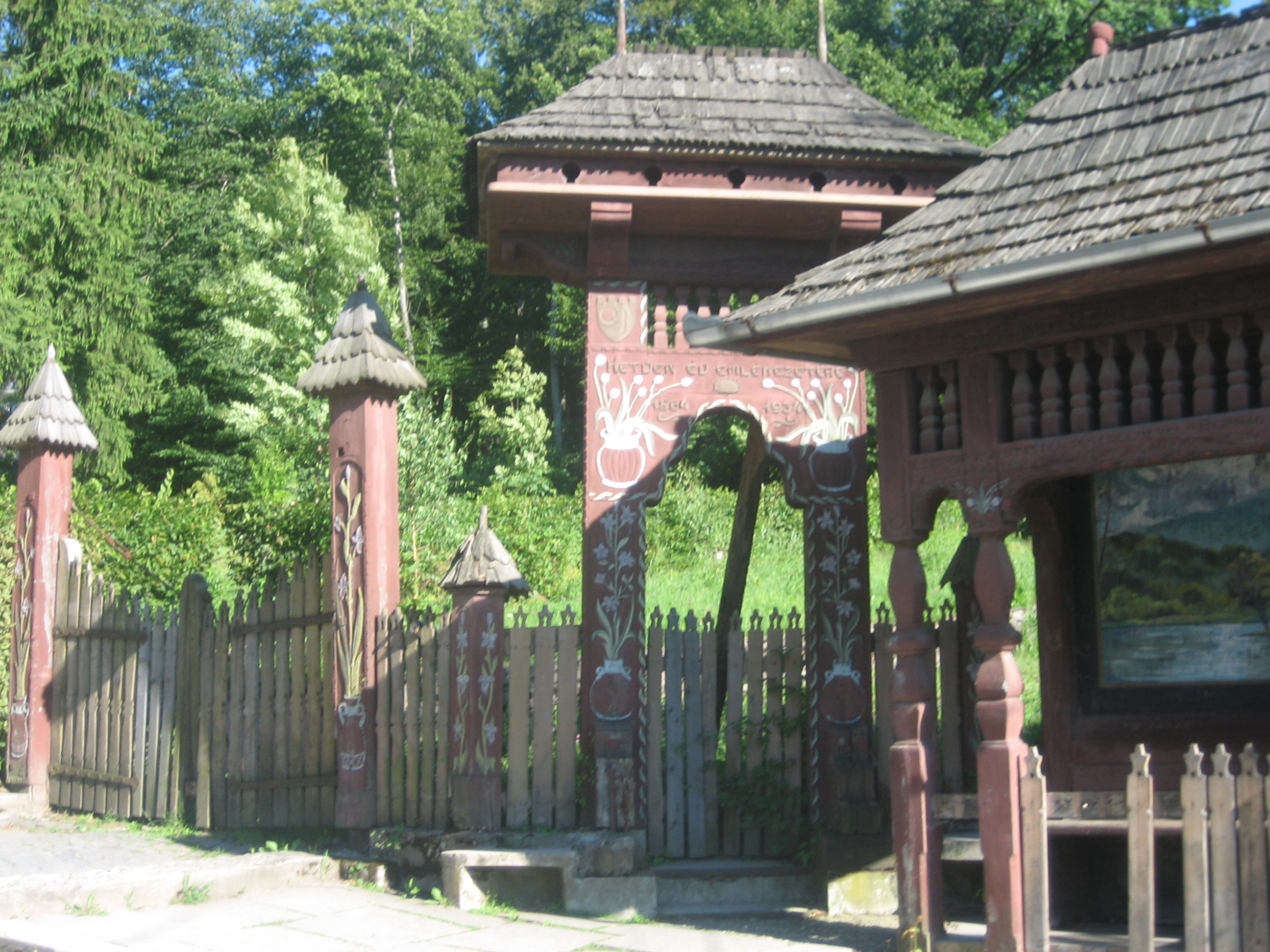
Porta de Székely

Sovata forma part de la regió de Székely Land a la província històrica de Transsilvània. Les primeres dades sobre Sovata són del 1578. El 1583 ja era un poble.
Durant 42 anys, des del 1876 fins al 1918, el poble va pertànyer al comtat de Maros-Torda de l'Imperi Austrohongarès.
A causa dels seus llacs salats i aigua tèbia, es va convertir en un centre de salut cada vegada més popular a finals del segle xix i del segle xx. Va guanyar la condició de ciutat el 1952.

## Demografia
Segons el cens del 2011, la ciutat tenia 10.385 habitants, dels quals el 87,7% eren hongaresos, el 8,2% romanesos i l'1,9% gitanos.

## Geografia
Sovata es troba entre el riu Corund i la vall del Târnava Mică. Es pot arribar des de Târgu-Mureş, Miercurea-Ciuc i Odorheiu Secuiesc per la carretera principal 13A i des de Reghin per una carretera de connexió. Coordenades: 46 ° 35'37.59 "N / 25 ° 4'31.96" E
La ciutat administra tres pobles:
- Căpeți / Kopac
- Ilieși / Illyésmező
- Săcădat / Szakadát
- El 2004, el poble de Sărăteni es va trencar per formar una comuna independent.

## Spa
Els esdeveniments geològics de 1875 van donar lloc al llac de l'Ós, únic a Europa, amb aigua heliotermal i salada, amb presumptes efectes terapèutics per a símptomes ginecològics crònics, dolors reumàtics greus, sistema nerviós perifèric i malalties motores postaccidentals.
Hi ha quatre llacs salats més: el llac Nut, el llac Negre, el llac Roig i el llac Verd. Durant el període d'entreguerres, Sovata es va convertir en un dels balnearis més de moda del país, visitat diverses vegades fins i tot per la família real romanesa.

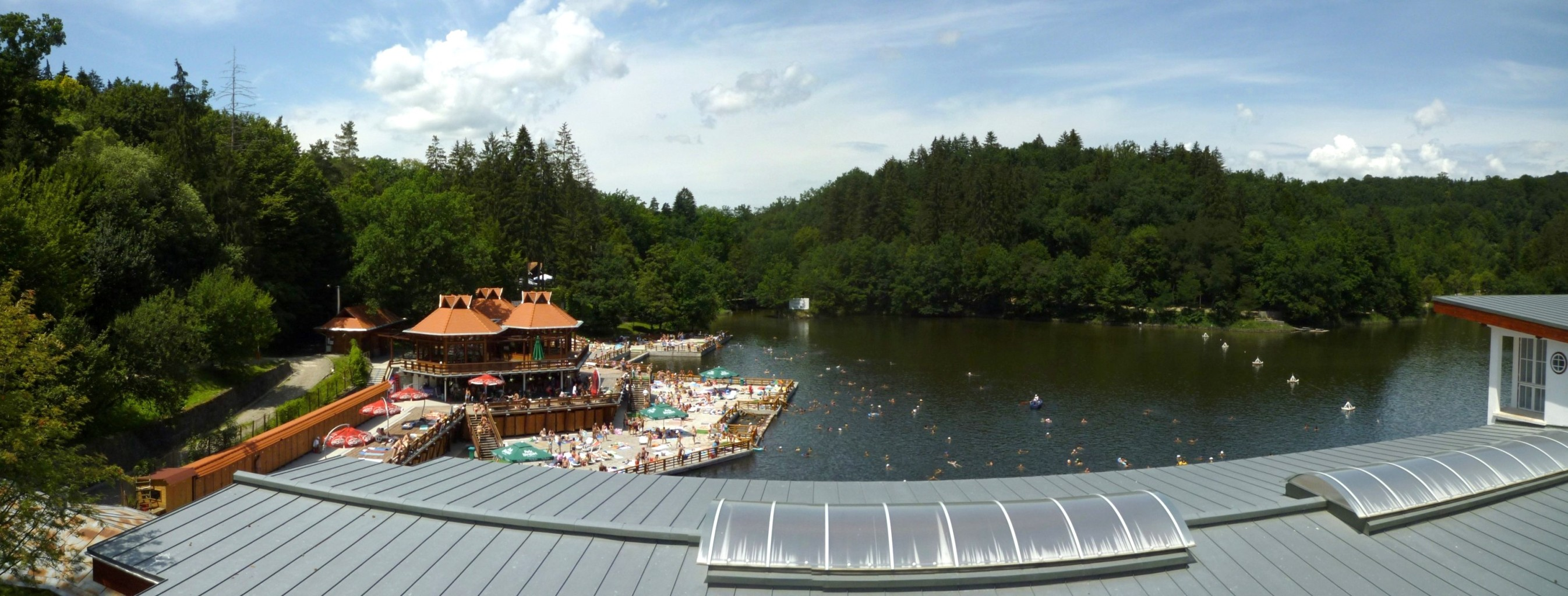
Spa al llac de l'Ós